# ゴールド (1974年の映画)
『ゴールド』（Gold）は1974年のイギリスの映画。ロジャー・ムーアとスザンナ・ヨークが主演した。1970年の小説『Gold Mine』を原作としている。

## ストーリー
ある日、南アフリカ世界最大の金鉱ソンダーディッチで爆発事故が発生し、総支配人をはじめとする12人の死者を出す結果となった。
近郊の経営者であるハーシュフェルドは、孫娘テリーの夫で専務のスタイナーに調査を依頼する。
だが、スタイナーは、国際シンジゲートの手先として、金鉱の地下にある「ビッグ・ダイク」と呼ばれる岩を爆破して地底湖の水を各坑道に引き込んで使えなくし、ソンダーディッチ金鉱の株を暴落させる準備をしており、事故の責任を負わせるべくスレーターを総支配人に抜擢する。
そしてスタイナーの計画の実行日であるクリスマス、テリーと親しくなったスレーターは別荘へ行っていた。一方、金鉱ではスレーターの命令で採掘がおこなわれていたが、地底湖の水があふれて大勢の鉱夫が閉じ込められる。また、流出を食い止めるための非常用導火線は、スタイナーの秘書・マレーの部下であるコワルスキーによって切断される。
ソンダーディッチ金鉱の株が暴落する中、ハーシュフェルドからラジオを通じて呼び出されたスレーターは金鉱へかけつけキングらと地下へと降りていくが・・・。

## キャスト
※括弧内は日本語吹替（初回放送1982年6月30日『水曜ロードショー』）
- ロッド・スレーター：ロジャー・ムーア（津嘉山正種）
- テリー・ステイナー：スザンナ・ヨーク（田島令子）
- ハリー・H・ハーシュフェルド会長：レイ・ミランド（北原義郎）
- マンフレッド・スタイナー：ブラッドフォード・ディルマン（西沢利明）
- ファレル：ジョン・ギールグッド（大木民夫）
- スティーヴン・マレー博士：トニー・ベックリー（川合伸旺）
- ビッグ・キング：サイモン・サベラ（藤本譲）
- テックス・カーナン：マーク・スミス（千田光男）
- プラマー：ジョン・ハッセー（石森達幸）
- デイヴ・コワルスキー：バーナード・ホースフォール（川辺久造）
- レマ支配人：ノーマン・ゴムベス（大久保正信）

## スタッフ
- 監督：ピーター・R・ハント
- 製作：マイケル・クリンガー
- 製作補：トニー・クリンガー
- 原作：ウィルバー・スミス
- 脚本：ウィルバー・スミス、スタンリー・プライス
- 撮影：オウサマ・ラーウィ
- 編集：ジョン・グレン
- 作詞：ドン・ブラック
- 音楽：エルマー・バーンスタイン